# Личана Нарди
Личана Нарди (на италиански: Licciana Nardi) е община в Италия, в региона Тоскана, провинция Маса и Карара, в планинния район, наречен Луниджана. Населението е около 5000 души (2008).